# Кетмансхоп
Кетмансхоп (на африкаанс: Keetmanshop) е град в южна Намибия. Административен център на Регион Карас. Населението му наброява 16 800 души. През него преминава ЖП линията Транс Намиб в отсечката между Виндхук и Ъпингтън в ЮАР. Града е кръстен на неговия основател германския индустриалец Йохан Кетман. Населението на града е 20 977 жители (по данни от 2011 г.).
Преди заселването на европейците района бил известен с името Nu-gouses, в превод „Черното блато“, поради наличието на извор тук. През 1860 г. е основана мисия, която бързо спечелва доверието на местните от племето нама. Първият мисионер Йохан Шрьодер пристига в Кетмансхоп на 14 април 1866 г. Тази дата се приема за първия ден на основаването на града. Името на мисията е дадено по-късно, като е кръстена на немския търговец Йохан Кетман, който я подпомагал финансово. Въпреки това обаче той никога не е посещавал мястото през живота си. За няколко години мисията спомогнала за приемането на християнството от местните нама, отказвайки се от анимистките си вярвания.
Сградата на мисионерската църква построена през 1895 г. днес служи и за музей на града. Тя е уникална постройка в готически стил изградена от африкански камък. Тя е едно от архитектурните произведения на изкуството в Намибия и популярна туристическа атракция. Друга архитектурна забележителност в Кетмансхоп е сградата на пощата построена през 1910 г.
В близост до града има две гори от алое, изграден е и язовир Науте. Кетмансхоп е известен като център на тънкорунното овцевъдство.
- гора от алое
- Марка от Югозападна Африка с пощенско клеймо Кеетмансхоп 1899